# 阿登比特尔
阿登比特尔是德国下萨克森州的一个市镇。总面积13.71平方公里，总人口1767人，其中男性902人，女性865人（2011年12月31日），人口密度129人/平方公里。